# Uchiyama Kei
Kei Uchiyama (sinh ngày 19 tháng 7 năm 1993) là một cầu thủ bóng đá người Nhật Bản.

## Sự nghiệp câu lạc bộ
Kei Uchiyama đã từng chơi cho Roasso Kumamoto.